# Vase De Noces
Vase de Noces es una película belga avant-garde de 1974, dirigida por Thierry Zéno. La cinta generó gran controversia, ya que en esta se mostraba cómo un granjero tenía relaciones sexuales con una cerda, por lo que fue considerada como zoofilia, lo que le valió ser censurada en el Festival Internacional de Cine de Perth   de 1975. Tuvo otra oportunidad en 1976 pero volvió a ser prohibida.
La película, informalmente se le conocía como The Pig Fucking Movie en inglés, muestra matanzas reales de animales y ha sido etiquetada como obscena por muchas fuentes, notablemente por el OFLC.
Debido a no haber tenido casi ningún lanzamiento oficial en VHS o en DVD, es una de las películas más obscuras que no ha sido olvidada. Su última exhibición en un festival oficial fue en el 61° Festival Internacional de Cine de Locarno, en 2008.

## Argumento
La película tiene una estructura muy incoherente, y es difícil describirla cronológicamente debido a varias escenas extrañas y a menudo al azar entretejidas en la historia. La trama principal sigue a un joven granjero con problemas mentales que vive en una granja rural en Bélgica. En esta granja viven algunas aves y una cerda, de la cual, el hombre se obsesiona. Después de observar como sus aves se aparean, el hombre termina abusando sexualmente de la cerda. Tiempo después la cerda tiene comportamientos extraños y se refugia en un lugar, el hombre la encuentra en este estado y no sabe que le sucede. El hombre sale a jugar un momento por los alrededores del lugar y regresa al rato. La cerda ahora se queja por dolores y termina dando a luz a un lechón, el cual el hombre carga con una sonrisa en su rostro y lo abraza. La cerda termina teniendo una camada de tres lechones en total que aparentemente son resultado del abuso del hombre. Él quiere enlazar inmediatamente con los lechones así que los separa de su madre, los viste, les da leche por medio de un biberón y los abraza. Luego, él quiere educarlos para que se comporten como humanos así que a cada uno le designa un plato con leche, pero los lechones no se quedan en su lugar, lo que hace que él se enoje y los termina colgando a los tres.
Cuando la cerda descubre que sus crias están muertas y que fue su dueño quien las colgó, huye del lugar mientras emite chillidos.
Después el granjero encuentra a la cerda muerta dentro de un agujero con fango dónde al parecer se había caído y ahogado. Él arrastra el cadáver fuera del agujero y lo entierra detrás de la granja e intenta posteriormente enterrarse junto con ella. Al rato, el hombre sale de la tierra y regresa a la granja. El hombre descuelga a los lechones y a cada uno lo coloca dentro de un frasco. De manera irracional, él empieza a vaciar los contenidos de los frascos sobre el fango y luego coloca toda esta mezcla en una cazuela y empieza a preparar una especie de té que luego coloca en otros frascos. Posteriormente, el hombre consume está mezcla junto a sus propias heces, él repudia el sabor pero continúa comiendo para después terminar vomitando. 
Finalmente, el hombre apoya una gran escalera en el fango, sube y termina con su vida al ahorcarse con una soga. Se ve como su espíritu flota hacia el cielo y la película termina.

## Controversia en Australia
En 1975, la película estaba programada para ser exhibida en el Festival Internacional de Cine de Perth, pues los festivales de cine no dependían de la aprobación de los censores australianos en ese momento. Sin embargo, el gobierno australiano del oeste ejerció presión sobre los censores para volver a ver la película antes de que fuera permitida; los censores lo hicieron y rechazaron al clasificarla por razones de obscenidad. El presidente del festival, David Roe, y el director de la cinta, Thierry Zéno, fueron a apelar la decisión de los censores. La súplica fue mantenida, y se permitió a Vase de Noces ser mostrada. El gobierno australiano del oeste haría otra vez batalla con el festival el próximo año. 
En 1976 Vase de Noces fue otra vez ante los censores, y fue rechazada otra vez.
Sigue prohibida en Australia a este día, aunque pueda ser transferida en línea.

## Lanzamiento en DVD el 2009
El 2009, la película fue lanzada en DVD por la compañía alemana Camera Obscura y la compañía sueca Njuta Films.